# Екехард фон Шак
Екехард фон Шак / Екхард Шако (на немски: Eckehard von Schack; Eckhard Schako; * ок. 1180; † 27 юни 1214) е благородник от стария род Шак от Долна Саксония, бургман, управител на замък Люнебург (1200 – 1214) в Княжество Люнебург.
Той е син на нобилис Скакус де Бардовиц (* ок. 1140; † ок. 1169), господар на Бардовик и Артленбург (1162 – 1169), основател на двата рода „фон Шак“ и „фон Есторф“. През 1162 г. баща му е свидетел на херцог Хайнрих Лъв.
Брат е на Манголд I фон Есторф († сл. 1219)) и Конрад Шак, катедрален пробст в Любек (1215 – 1227).
Около 1200 г. Екхард Шако и брат му Манголд фон Есторп са в документи свидетели. През 1282 г. фамилията Шак дарява на катедралния капител в Бардовик тамошната църква „Св. Йоханис“ и наследствени земи. Тази църква е създадена от фамилията пр. 1189 г.
Графовете и господарите фон Шак съществуват до днес в различни клонове.

## Деца
Екехард фон Шак има два сина:
- Хайнрих фон Шак (* ок. 1210), господар в Гюлцов (1211 – 1237); има два сина
- Екехард фон Шак, господар във Фресторф (1211 – 1251)